# Knooppunt Lunetten
Het Knooppunt Lunetten is een Nederlands verkeersknooppunt voor de aansluiting van de autosnelwegen A12 en A27. Het ligt bij Lunetten, een wijk van Utrecht. Het knooppunt is aangelegd in 1968. Pas in 1986, na een reeks verbouwingen en een nieuw tracé van de A27, kreeg het knooppunt zijn huidige vorm.
Aan de westkant van het knooppunt zijn voor beide richtingen weefvakken gemaakt, voor een goede doorstroming van het verkeer dat bij de op- of afrit 18 (Hoograven) de A12 op komt dan wel de A12 af wil.
Het type aansluiting bij dit knooppunt is een klaverturbineknooppunt. De rijrichting A12 komende vanuit Den Haag naar de A27 richting Hilversum is een turbine, de overige verbindingen zijn in de vorm van een klaverblad. 
Alle verbindingen op knooppunt Lunetten gaan via de parallelrijbanen van de A12. Alleen de verbindingen vanuit Hilversum richting Den Haag en vanuit Den Haag richting Hilversum gaan ook via de hoofdrijbaan van de A12.

## Richtingen knooppunt
| Aansluitende wegen                               | Aansluitende wegen                            | Aansluitende wegen                   | Aansluitende wegen | Aansluitende wegen |
| ------------------------------------------------ | --------------------------------------------- | ------------------------------------ | ------------------ | ------------------ |
|                                                  |                                               | richting Hilversum / Eemnes / Almere |                    |                    |
|                                                  |                                               |                                      |                    |                    |
| richting Woerden / Gouda / Zoetermeer / Den Haag | richting Veenendaal / Ede / Arnhem / Zevenaar |                                      |                    |                    |
|                                                  |                                               |                                      |                    |                    |
|                                                  |                                               | richting Vianen / Gorinchem / Breda  |                    |                    |

Almere · Amstel · Arnestein · Assen · Azelo · Badhoevedorp · Bankhoef · Batadorp · Beekbergen · Benelux · Beverwijk · Bodegraven ·  Boterdiep ·  Buren · Burgerveen · Coenplein · De Baars · De Hoek · De Hogt · De Nieuwe Meer · De Poel · De Punt · De Stok · Deil · Diemen · Drachten · Drie Klauwen · Eemnes · Ekkersweijer · Emmeloord · Empel · Euvelgunne · Everdingen · Ewijk · Galder · Gooimeer · Gorinchem · Gouwe · Grijsoord · Hattemerbroek · Heerenveen · Hellegatsplein · Het Vonderen · Hintham · Hoevelaken · Hofvliet · Holendrecht · Holsloot · Hoogeveen · Hooipolder · IJmuiden (niet officieel) · Joure · Julianaplein · Kerensheide · Kethelplein · Klaverpolder · Kleinpolderplein · Kooimeer · Kruisdonk · Kunderberg · Lankhorst · Leenderheide · Lunetten · Maanderbroek · Markiezaat · Muiderberg · Neerbosch · Noordhoek · Ommedijk · Oud-Dijk · Oudenrijn · Paalgraven · Princeville · Prins Clausplein · Raasdorp ·  Reitdiep ·  Ressen · Ridderkerk · Rijkevoort · Rijnsweerd · Rottepolderplein · Rozenburg · Sabina · Sint-Annabosch · Stelleplas · Slufter · Ten Esschen · Terbregseplein · Tiglia · Vaanplein · Valburg · Velperbroek · Velsen · Vlaardingen · Vught · Waterberg · Watergraafsmeer · Werpsterhoek · Westerlee · Ypenburg · Zaandam · Zaarderheiken · Zonzeel · Zoomland · Zuidbroek · Zurich

Geplande knooppunten:
De Liemers · Zestienhoven

Voormalige knooppunten:
Bocholtz · Ekkersrijt · Europaplein (Groningen) · Europaplein (Maastricht) · Lindenholt